# 機動神腦
《機動神腦》（日語：ブレンパワード、Brain Powerd）是日本動畫導演富野由悠季所監督的電視動畫作品，由日昇動畫所製作，1998年在日本WOWOW播出。此作與《∀GUNDAM》、並稱為富野的「復活三部曲」。

## 劇情簡介
故事發生在後世界末日時代，地球經歷許多天災，致使人類處在混亂與毀滅的邊緣。
前史是主角伊佐未勇的父親發現了一個巨大的海底遺跡，似乎是古早的宇宙戰爭，一個戰敗的外星勢力墜落的太空要塞（劇情中稱為「歐凡」，是一個擁有星艦和太空居民點機能的巨大太空站），勇的父親等人員試圖把遺跡獨佔，並復完其才能當作火箭（指歐凡本身和動力装置）發射上太空，作為方舟將少部分人類送往宇宙。然而其湧出海面時造成的巨大波濤，及在太空中吸收地球生命能量做為推進宇宙之能量之舉（兩者皆為事前之假設），勢必造成全球性生態大災難。

## 登場人物

### 新生諾亞
伊佐未勇（聲：白鳥哲）
本作的主人公。
宇都宮比瑪（聲：村田秋乃）
本作的第一女主角。
加奈·吉摩斯（聲：朴璐美）
本作的第二女主角。
阿諾亞·麥考米克（聲：磯辺万沙子）
羅素·倫柏克（聲：三木真一郎）
南格·雪佛雷（聲：辻親八）
希金絲·薩斯（聲：川村万梨阿）
幸雄（聲：淺川美也）
熊藏（聲：渡邊久美子）
小明（聲：沙倉祥子）
珂莫度·瑪哈默（聲：沙倉祥子）
蓋布理治（聲：佐古正人）
艾蓮·凱莉亞（聲：名越志保）
奈奇·蓋茲（聲：冬馬由美）
甘特·克斯納（聲：佐佐木留恩）
雷特艦長（聲：中村秀利）
新生諾亞副官（聲：中嶋聰彥）

### 歐凡
昆西·伊莎（伊佐未依衣子）（聲：渡邊久美子）
第三女主角，勇的長姐。
強納森·葛連（聲：青羽剛）
伊佐未研作（聲：堀部隆一）
勇和依衣子的父親。
伊佐未翠（聲：叶木翔子）
勇和依衣子的母親。
希拉·格拉斯（シラー・グラス，聲：田中敦子）
KD·迪恩（聲：千葉一伸）
ヌートリア艦長（聲：中博史）
フィジシスト（聲：中村大樹）

### 其他人物
- 納莉·金（聲：高荻晴子）
- 伊佐未直子（聲：杉本るみ）
- ミスターモハマド（漫画版ではムハマド）：鹽屋翼
- 源野三尾（聲：日高奈留美）
- 桑原博士：中嶋聡彦
- キメリエス副官：中博史
- かえで先生
- 歐凡的少女（聲：大谷育江）

## 製作人員
- 企畫：Sunrise
- 原作：矢立肇、富野由悠季
- 人物設定：豬股睦美
- 機械設計：永野護
- 動畫人物設定：重田敦司
- 機械設定支援：沙倉拓實
- 美術監督：佐藤勝
- 美術設定：平澤晃弘
- 色彩設定：加瀨結起
- 攝影監督：大神洋一
- 編輯：邊見俊夫
- 音響監督：浦上靖夫
- 音樂: 菅野洋子
- 主要標誌設計：熊川明久
- 片尾插畫：荒木经惟
- 製作人：富岡秀行、海部正樹、池口和彦
- 製作：SUNRISE、WOWOW、萬代影視

### 主題曲
片頭曲「IN MY DREAM」
作詞・作曲・歌：真行寺惠里　編曲：伊藤真太郎
片尾曲「愛の輪郭（フィールド）」
作詞：井荻麟　作曲・編曲：菅野洋子　歌：KOKIA
插入曲「天神さんの子守唄」
作詞：井荻麟　作曲・編曲：菅野洋子　歌：勝沼恭子 / KOKIA
廣告曲「LIGHT OF LOVE」
作詞：岩里祐穂　作曲：菅野洋子　歌：坂本真綾

## 各話列表
| 話數   | 播放日期      | 標題 | 腳本                | 分鏡       | 演出          | 作畫監督          |
| ------ | ------------- | ---- | ------------------- | ---------- | ------------- | ----------------- |
| 第1話  | 1998年 4月8日 |      | 面出明美            | 斧谷稔     | 森邦宏        | 重田敦司          |
| 第2話  | 4月15日       |      | 富野由悠季 淺川美也 | 斧谷稔     | 原田奈奈      | 戶部敦夫          |
| 第3話  | 4月22日       |      | 富野由悠季 淺川美也 | 斧谷稔     | 渡邊哲哉      | 重田敦司          |
| 第4話  | 4月29日       |      | 隅澤克之            | 西森章     | 小林智樹      | 津幡佳明          |
| 第5話  | 5月6日        |      | 面出明美            | 越智浩仁   | 越智浩仁      | 佐久間信一        |
| 第6話  | 5月13日       |      | 富野由悠季 高橋哲子 | 斧谷稔     | 森邦宏        | 戶部敦夫          |
| 第7話  | 5月20日       |      | 富野由悠季 淺川美也 | 斧谷稔     | 原田奈奈      | 瀨尾康博          |
| 第8話  | 5月27日       |      | 面出明美            | 西森章     | 西森章        | 津幡佳明          |
| 第9話  | 6月17日       |      | 隅澤克之            | 土器手司   | 渡邊哲哉      | 重田敦司          |
| 第10話 | 6月24日       |      | 富野由悠季 高橋哲子 | 越智裕仁   | 越智裕仁      | 筱雅律            |
| 第11話 | 7月1日        |      | 面出明美            | 西森章     | 西森章        | 新保卓郎 中田榮治 |
| 第12話 | 7月8日        |      | 富野由悠季          | 西森章     | 斧谷稔 森邦宏 | 佐久間信一        |
| 第13話 | 7月22日       |      | 隅澤克之            | 竹之内和久 | 岩崎良明      | 戶部敦夫          |
| 第14話 | 7月29日       |      | 面出明美            | 川瀨敏文   | 渡邊哲哉      | 津幡佳明          |
| 第15話 | 8月5日        |      | 富野由悠季 高橋哲子 | 越智浩仁   | 越智浩仁      | 新保卓郎 中田榮治 |
| 第16話 | 8月12日       |      | 富野由悠季 淺川美也 | 西森章     | 真野玲        | 瀨尾康博          |
| 第17話 | 8月19日       |      | 面出明美            | 赤根和樹   | 森邦宏        | 佐久間信一        |
| 第18話 | 8月26日       |      | 面出明美            | 山内重保   | 西森章        | 重田敦司          |
| 第19話 | 9月16日       |      | 富野由悠季 高橋哲子 | 香川豊     | 渡邊哲哉      | 新保卓郎 中田榮治 |
| 第20話 | 9月23日       |      | 隅澤克之            | 南康宏     | 南康宏        | 佐久間信一        |
| 第21話 | 9月30日       |      | 隅澤克之            | 西森章     | 西森章        | 筱雅律            |
| 第22話 | 10月14日      |      | 浅川美也            | 森邦宏     | 森邦宏        | 瀬尾康博          |
| 第23話 | 10月21日      |      | 富野由悠季 高橋哲子 | 越智浩仁   | 越智浩仁      | 新保卓郎 中田榮治 |
| 第24話 | 10月28日      |      | 隅澤克之            | 赤根和樹   | 渡邊哲哉      | 佐久間信一        |
| 第25話 | 11月4日       |      | 面出明美            | 香川豊     | 南康宏        | 戶部敦夫          |
| 第26話 | 11月11日      |      | 面出明美            | 西森章     | 西森章        | 重田敦司          |

## 相關書籍
漫畫
由杉崎由綺琉作畫，全4卷。
| 卷數 | 角川書店      | 角川書店           | 台灣東販      | 台灣東販           |
| 卷數 | 發售日期      | ISBN               | 發售日期      | ISBN               |
| ---- | ------------- | ------------------ | ------------- | ------------------ |
| 1    | 1998年5月27日 | ISBN 4-04-713222-5 | 2003年6月24日 | ISBN 957-473-244-4 |
| 2    | 1999年1月6日  | ISBN 4-04-713263-2 | 2003年8月29日 | ISBN 957-473-514-1 |
| 3    | 1999年8月27日 | ISBN 4-04-713296-9 | 2003年9月29日 | ISBN 957-473-530-3 |
| 4    | 2001年1月29日 | ISBN 4-04-713390-6 | 2003年9月29日 | ISBN 957-473-531-1 |

小說版
由角川春樹事務所出版，叢書分類為Haruki文庫。全系列分為26個章節。
| 1 |  | 面出明美 | 1998年12月15日 | ISBN 4-89456-478-5 |
| 2 |  | 面出明美 | 1999年1月14日  | ISBN 4-89456-486-6 |
| 3 |  | 斧谷稔   | 1999年2月13日  | ISBN 4-89456-496-3 |

## 外部連結
- ブレンパワード公式web （页面存档备份，存于）